# 贝内迪克特·多尔
贝内迪克特·多尔（德語：Benedikt Doll，1990年3月24日—）生于巴登-符腾堡蒂蒂湖-新城，是一名德国男子冬季两项运动员。他的父亲是一个曾数次获得全国冠军的登山选手，同时也是一个专业厨师。多尔在四岁时开始接触滑雪，七岁时开始练习冬季两项。2012年，他首次参加世界杯分站赛。
多尔习惯在比赛前听有声读物以放松自己。他还和父亲开设名为“多尔的厨房”的，专门提供适用于运动员的食谱。